# Anomalia dels Pioneer
L'anomalia dels Pioneer o efecte Pioneer és la desviació observada de les trajectòries esperades de diferents sondes espacials que visiten la part exterior del Sistema solar, en especial la Pioneer 10 i la 11. Des del 2005 no hi ha una explicació universalment acceptada per a aquest fenomen; encara que és possible que l'explicació sigui simple -com l'empenyiment causada per una fuita de gasos- la possibilitat que la causa sigui una nova propietat física també es pren en consideració.

## Detecció
L'efecte es detecta en el Doppler de ràdio i a les dades de localització de les sondes, que consisteixen en la seva velocitat i distància. Quan es calculen totes les forces conegudes que actuen sobre les sondes es troba una força molt petita però encara inexplicable. Aquesta força causa una acceleració constant en direcció i sentit al Sol de (8,74 ± 1,33) × 10−10 m/s² per les dues sondes.
Les dades de les sondes Galileo i Ulysses també mostren un efecte similar, però per diverses raons (com la seva relativa proximitat al Sol) no es poden treure conclusions en ferm d'aquestes dades. Totes aquestes sondes són parcialment o totalment estabilitzades per rotació; l'efecte és més difícil de mesurar amb precisió en sondes estabilitzades en tres eixos com els Voyagers.

## Causes hipotètiques
Les hipòtesis formulades per explicar per aquest efecte són:
- errors d'observació, inclosos errors de mesura i informàtics al calcular l'acceleració.
  - errors d'aproximació i estadístics
- una desacceleració real provocada per:
  - la força gravitatòria causada per cossos desconeguts al cinturó de Kuiper o per la teòrica matèria fosca
  - el fregament amb el medi interplanetari, incloent-hi pols, vent solar i raigs còsmics
  - la pressió de radiació solar, de les transmissions de ràdio de la sonda o de radiació tèrmica dels seus RTG (generadors termoelèctrics per radioisòtops).
  - forces electromagnètiques degudes a les càrregues elèctriques de les sondes
- noves propietats físiques, com el model conceptual de l'Expansió còsmica en escala, de Johan Masreliez.

## Possibles estudis futurs
Les sondes Pioneer ja no transmeten noves dades i la sonda Galileo es va incinerar deliberadament a l'atmosfera de Júpiter en acabar la seva missió. Fins ara tots els intents de fer servir dades de missions en curs com la Cassini no han donat fruit. Encara queden diverses opcions per estudiar aquest efecte en el futur:
- Anàlisi addicional de les dades arxivades de les sondes Pioneer. Les anàlisis actuals es basen primàriament en dades del 1987 en endavant; encara queden dades d'abans de 1987 que poden donar més respostes-[1]

- La sonda New Horizons, en ruta cap a Plutó, també estarà estabilitzada per rotació en la majoria de la seva trajectòria i, per tant, hi ha la possibilitat que es pugui fer servir per investigar l'anomalia.

- S'ha proposat una missió dedicada a l'estudi d'aquest efecte ha sigut proposada (més recentment a l'ESA;[2] qualsevol missió d'aquestes característiques hauria de superar una distància de 20 ua del Sol en una òrbita hiperbòlica d'escapament.

- Les observacions d'asteroides situats a unes 20 ua poden trobar explicacions si la causa de l'anomalia és gravitacional (Page et al, 2005).[3]